# Natação nos Jogos Olímpicos de Verão de 2024 - 200 m peito feminino
A prova dos 200 m peito feminino da natação nos Jogos Olímpicos de Verão de 2024 ocorreu em 31 de julho e 1 de agosto de 2024 na Paris La Défense Arena, em Paris. Um total de 23 nadadoras de 19 Comitês Olímpicos Nacionais (CON) participaram do evento.

## Qualificação
Cada Comitê Olímpico Nacional (CON) poderia inscrever no máximo duas nadadoras qualificadas em cada evento individual, mas somente se ambas atingissem o "tempo de qualificação olímpica" (OQT). Uma nadadora por evento poderia potencialmente entrar se atingisse o "tempo de consideração olímpica" (OCT), ou se a cota total de 852 competidores não tivesse sido atingida. Os CONs também poderiam inscrever nadadores independentemente do tempo através das vagas de universalidade, mesmo que não tenham atingindo nenhum dos tempos de inscrição padrão (OQT/OCT).
Após o fim da janela de qualificação, a World Aquatics avaliou o número de nadadores que alcançaram o OQT, o número de nadadores somente para as provas de revezamento e o número de vagas de universalidade, antes de convidar aqueles com OCT para cumprir a cota total de 852. Além disso, as vagas no OCT foram distribuídas por evento de acordo com as posições no ranking mundial durante o prazo de qualificação. Para os 200 m peito feminino, o OQT foi de 2min23s91 e o OCT de 2min24s63.

## Formato
A competição consiste em três rodadas: preliminares, semifinais e final. As nadadoras com os 16 melhores tempos nas baterias preliminares avançam às semifinais. Já as nadadoras com os 8 melhores tempos nas semifinais avançam à final. Desempates (swim-offs) são utilizados conforme necessário para quebrar os empates de avanço à próxima rodada.

## Calendário
Horário local (UTC+2)
| Data                | Horário | Fase         |
| ------------------- | ------- | ------------ |
| 31 de julho de 2024 | 10:00   | Preliminares |
| 31 de julho de 2024 | 19:35   | Semifinais   |
| 1 de agosto de 2024 | 21:10   | Final        |

## Medalhistas
| Ouro   | USA Kate Douglass |
| Prata  | RSA Tatjana Smith |
| Bronze | NED Tes Schouten  |

## Recordes
Antes desta competição, os recordes mundiais e olímpicos da prova eram os seguintes:
| Tipo | Atleta             | Tempo   | Local  | Data                |
| ---- | ------------------ | ------- | ------ | ------------------- |
|      | Evgeniia Chikunova | 2:17.55 | Cazã   | 21 de abril de 2023 |
|      | Tatjana Smith      | 2:18.95 | Tóquio | 30 de julho de 2021 |

## Resultados

### Preliminares
As nadadoras com os 16 melhores tempos, independente da bateria, avançam às semifinais.
| Pos. | Bateria | Raia | Nadadora            | CON                             | Tempo   | Notas |
| ---- | ------- | ---- | ------------------- | ------------------------------- | ------- | ----- |
| 1    | 1       | 4    | Tatjana Smith       | RSA África do Sul               | 2:21.57 | Q     |
| 2    | 2       | 4    | Tes Schouten        | NED Países Baixos               | 2:23.08 | Q     |
| 3    | 3       | 4    | Kate Douglass       | USA Estados Unidos              | 2:23.44 | Q     |
| 4    | 3       | 3    | Ye Shiwen           | CHN China                       | 2:23.67 | Q     |
| 5    | 1       | 6    | Kaylene Corbett     | RSA África do Sul               | 2:23.85 | Q     |
| 6    | 3       | 2    | Satomi Suzuki       | JPN Japão                       | 2:23.80 | Q     |
| 7    | 1       | 5    | Mona McSharry       | IRL Irlanda                     | 2:23.98 | Q     |
| 8    | 2       | 3    | Jenna Strauch       | AUS Austrália                   | 2:24.38 | Q     |
| 9    | 2       | 7    | Jessica Vall        | ESP Espanha                     | 2:24.52 | Q     |
| 10   | 1       | 3    | Kotryna Teterevkova | LTU Lituânia                    | 2:24.59 | Q     |
| 11   | 3       | 5    | Lilly King          | USA Estados Unidos              | 2:24.91 | Q     |
| 12   | 2       | 2    | Kelsey Wog          | CAN Canadá                      | 2:25.11 | Q     |
| 13   | 2       | 6    | Sydney Pickrem      | CAN Canadá                      | 2:25.45 | Q     |
| 14   | 3       | 6    | Ella Ramsay         | AUS Austrália                   | 2:25.61 | Q     |
| 15   | 3       | 7    | Francesca Fangio    | ITA Itália                      | 2:25.85 | Q     |
| 16   | 1       | 2    | Kristýna Horská     | CZE Chéquia                     | 2:26.28 | Q     |
| 17   | 2       | 1    | Lisa Mamié          | SUI Suíça                       | 2:26.39 |       |
| 18   | 2       | 8    | Macarena Ceballos   | ARG Argentina                   | 2:26.55 |       |
| 19   | 2       | 5    | Thea Blomsterberg   | DEN Dinamarca                   | 2:27.81 |       |
| 20   | 1       | 1    | Sophie Hansson      | SWE Suécia                      | 2:28.10 |       |
| 21   | 1       | 7    | Alina Zmushka       | AIN Atletas Individuais Neutros | 2:28.19 |       |
| 22   | 3       | 1    | Letitia Sim         | SGP Singapura                   | 2:29.46 |       |
| 23   | 3       | 8    | Eneli Jefimova      | EST Estônia                     | 2:30.68 |       |

### Semifinais
As nadadoras com os oito melhores tempos, independente da bateria, avançam à final.
| Pos. | Bateria | Raia | Nadadora            | CON                | Tempo   | Notas |
| ---- | ------- | ---- | ------------------- | ------------------ | ------- | ----- |
| 1    | 2       | 5    | Kate Douglass       | USA Estados Unidos | 2:19.74 | Q     |
| 2    | 2       | 4    | Tatjana Smith       | RSA África do Sul  | 2:19.94 | Q     |
| 3    | 1       | 4    | Tes Schouten        | NED Países Baixos  | 2:22.74 | Q     |
| 4    | 1       | 3    | Kaylene Corbett     | RSA África do Sul  | 2:22.87 | Q     |
| 5    | 1       | 5    | Ye Shiwen           | CHN China          | 2:23.13 | Q     |
| 6    | 2       | 7    | Lilly King          | USA Estados Unidos | 2:23.25 | Q     |
| 7    | 1       | 2    | Kotryna Teterevkova | LTU Lituânia       | 2:23.42 | Q     |
| 8    | 2       | 3    | Satomi Suzuki       | JPN Japão          | 2:23.54 | Q     |
| 9    | 2       | 1    | Sydney Pickrem      | CAN Canadá         | 2:24.03 |       |
| 10   | 1       | 6    | Jenna Strauch       | AUS Austrália      | 2:24.05 |       |
| 11   | 2       | 6    | Mona McSharry       | IRL Irlanda        | 2:24.48 |       |
| 12   | 1       | 1    | Ella Ramsay         | AUS Austrália      | 2:24.56 |       |
| 13   | 1       | 7    | Kelsey Wog          | CAN Canadá         | 2:24.82 |       |
| 14   | 2       | 8    | Francesca Fangio    | ITA Itália         | 2:25.39 |       |
| 15   | 1       | 8    | Kristýna Horská     | CZE Chéquia        | 2:25.77 |       |
| 16   | 2       | 2    | Jessica Vall        | ESP Espanha        | 2:26.22 |       |

### Final
As três nadadoras mais rápidas na final conquistam as medalhas.
| Pos.              | Raia | Nadadora            | CON                | Tempo   | Notas              |
| ----------------- | ---- | ------------------- | ------------------ | ------- | ------------------ |
| Medalha de ouro   | 4    | Kate Douglass       | USA Estados Unidos | 2:19.24 | Recorde da América |
| Medalha de prata  | 5    | Tatjana Smith       | RSA África do Sul  | 2:19.60 |                    |
| Medalha de bronze | 3    | Tes Schouten        | NED Países Baixos  | 2:21.05 |                    |
| 4                 | 8    | Satomi Suzuki       | JPN Japão          | 2:22.54 |                    |
| 5                 | 1    | Kotryna Teterevkova | LTU Lituânia       | 2:23.75 |                    |
| 6                 | 2    | Ye Shiwen           | CHN China          | 2:24.31 |                    |
| 7                 | 6    | Kaylene Corbett     | RSA África do Sul  | 2:24.46 |                    |
| 8                 | 7    | Lilly King          | USA Estados Unidos | 2:25.91 |                    |

Legenda
| Recorde mundial      | Recorde mundial (World record)               |                       | Recorde africano                      | Recorde africano (African) |                                           | Q | Classificado por posição (Qualified) |
| Recorde olímpico     | Recorde olímpico (Olympic record)            | Recorde da América    | Recorde da América (Americas)         | q                          | Classificado por melhor tempo (Qualified) |   |                                      |
| Melhor marca do ano  | Melhor marca do ano (World leading)          | Recorde asiático      | Recorde asiático (Asian)              | DNS                        | Não largou (Did not start)                |   |                                      |
| Recorde nacional     | Recorde nacional (National record)           | Recorde europeu       | Recorde europeu (European)            | DNF                        | Não terminou (Did not finish)             |   |                                      |
| Recorde pessoal      | Recorde pessoal do atleta (Personal best)    | Recorde da Oceania    | Recorde da Oceania (Oceania)          | DSQ / DQ                   | Desclassificado (Disqualified)            |   |                                      |
| Recorde da temporada | Recorde da temporada do atleta (Season best) | Recorde sul-americano | Recorde sul-americano (South America) | NM                         | Sem marca (No mark)                       |   |                                      |